# フロント・レイズ

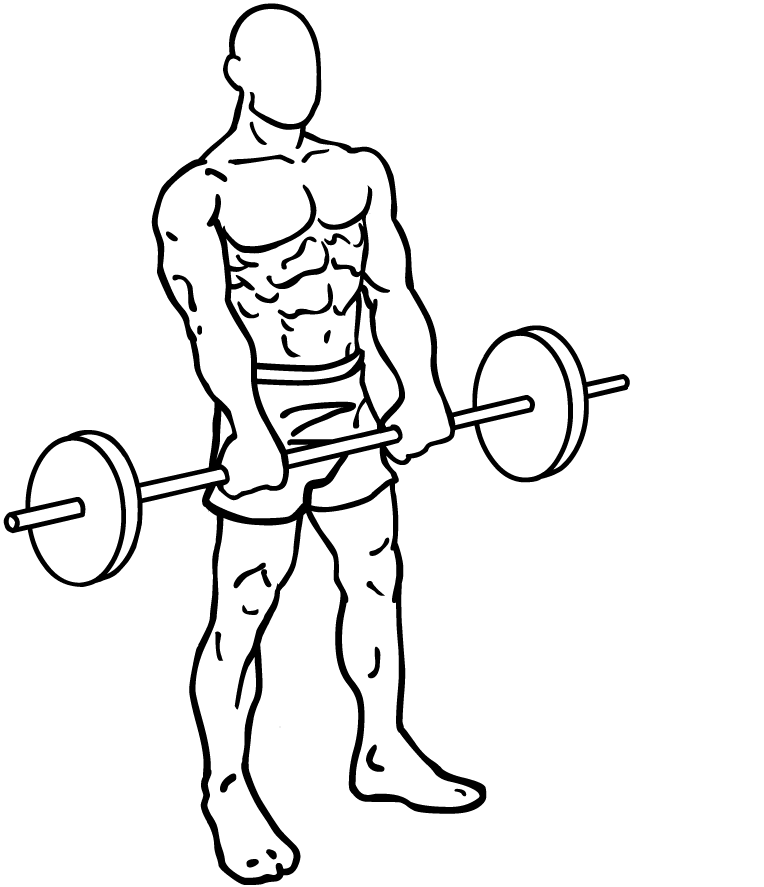
バーベル・フロント・レイズ(スタート)

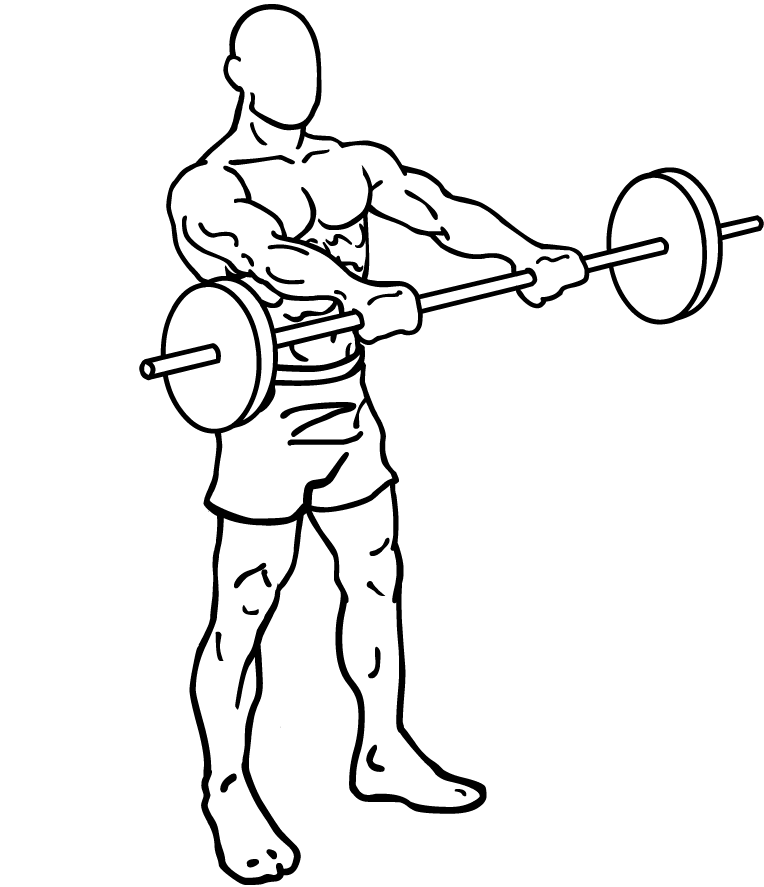
バーベル・フロント・レイズ(フィニッシュ)

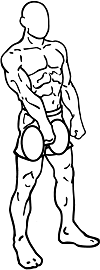
ダンベル・フロント・レイズ(スタート)

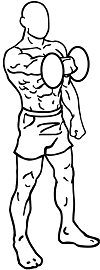
ダンベル・フロント・レイズ(フィニッシュ)

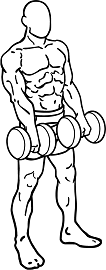
ダンベル・オルタネイト・フロント・レイズ(スタート)

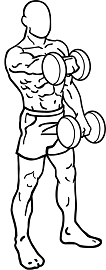
ダンベル・オルタネイト・フロント・レイズ(フィニッシュ)

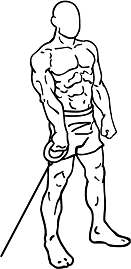
ケーブル・フロント・レイズ(スタート)

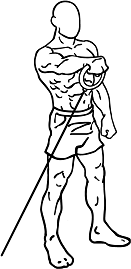
ケーブル・フロント・レイズ(フィニッシュ)

フロント・レイズ (front raise) はウエイトトレーニングの基本的種目の一つ。
ダンベル、もしくはそれに類するものを両手に持ち、腕は伸展させたまま肩関節の力だけで首の高さまで挙上する。
三角筋・僧帽筋の筋肥大を促し、筋力を高めることができる。手の向きを縦にするか横にするかで効き方が異なる。

## 具体的動作

### バーベル・フロント・レイズ
1. バーベルを両手でオーバーグリップで持って直立する。両手の手のひらが手前を向くようにする。
2. 息を吐きながら、腕を伸展させたまま肩の力だけでバーベルを上げる。
3. 首の高さまで上げたら、息を吸いながら元の姿勢に戻る。
4. 2〜3を繰り返す。

### ダンベル・フロント・レイズ
1. ダンベルを両手に持って直立する。両手の手のひらが手前を向くようにする。
2. 息を吐きながら、腕を伸展させたまま肩の力だけでダンベルを上げる。
3. 首の高さまで上げたら、息を吸いながら元の姿勢に戻る。
4. 2〜3を繰り返す。

### インクライン・ダンベル・フロント・レイズ
スタートポジションでの三角筋のストレッチ効果が大きいため、筋肥大に向いている。
1. インクラインベンチを約45度に倒し、ダンベルを両手に持って仰向けになる。両手の手のひらが向き合うようにする。
2. 息を吐きながら、腕を伸展させたまま肩の力だけでダンベルを上げる。
3. 首の高さまで上げたら、息を吸いながら元の姿勢に戻る。
4. 2〜3を繰り返す。

### ケーブル・フロント・レイズ
ロープーリーを使用する。アタッチメントはワンハンドルバーを用いる。三角筋前部がターゲット。インターバルが短めのパンプアップ狙いであり、中指で握り、スタート時から負荷をかけてテンポ良く行う。
1. マシンに背中を向け、ハンドルを片手に持って直立する。手のひらが手前を向くようにする。
2. 息を吐きながら、腕を伸展させたまま肩の力だけでハンドルを上げる。手のひらは下向きになる。
3. 首の高さまで上げたら、息を吸いながら元の姿勢に戻る。
4. 2〜3を繰り返す。